# 関市役所
関市役所（せきしやくしょ）は、地方公共団体である岐阜県関市の組織が入る施設（役所）。

## 概要
- 現在の庁舎は1994年（平成6年）完成。地上7階建ての北庁舎と地上3階建ての南庁舎があり、両庁舎は1階で市民ホール、アトリウムでつながっている。
- 2024年3月まで、7階には関市立篠田桃紅美術空間が設置されていた。本来7階は将来のための空きスペースであったが、当時の関市長の後藤昭夫は芸術家ということもあり、美術館として転用した[1]。
- 1959年（昭和34年）から1994年（平成6年）9月までの庁舎（鉄筋コンクリート造4階建（一部6階））は、関市山ノ手3丁目1番地に存在した。現在の庁舎に移転後は2004年（平成16年）まで関市山ノ手ふれあいセンターとして使用され、跡地は山ノ手ひろばとして整備されている。

## 業務時間
- 月曜日から金曜日の8時30分から17時15分（土曜日・日曜日・祝日・年末年始を除く）

## 業務内容
北庁舎
- 7階
  - スカイレストラン若草
- 6階
  - 会議室
  - 大会議室
- 5階
  - 財政課
  - 行政情報課
  - 契約検査課
  - 教育総務課
  - 学校教育課
  - 選挙管理委員会
  - 監査委員事務局
- 4階
  - 管財課
  - 建設総務課
  - 土木課
  - 都市建設課
- 3階
  - 企画広報課
  - 秘書課
  - 市民協働課
- 2階
  - 観光課
  - 商工課
  - 農林課
  - 水道課
  - 下水道課
  - 農業委員会
- 1階
  - 会計課
  - 市民課
  - 保険年金課
  - 環境課

南庁舎
- 3階
  - 議会傍聴席
  - 記者席
  - 第1委員会室
  - 第2委員会室
- 2階
  - 議場
  - 議会事務局
- 1階
  - 税務課
  - 福祉政策課
  - 子ども家庭課
  - 高齢福祉課

わかくさ・プラザ
- 関市学習情報館1階
  - 生涯学習課
- 関市総合体育館1階
  - スポーツ推進課

関市文化会館
- 1階
  - 文化課

関市保健センター
- 1階
  - 市民健康課

武芸川事務所
- 2階
  - 文化財保護センター

## 事務所
関市役所西部支所
- 岐阜県関市小屋名110 ※西部コミュニティセンター（2014年竣工）1階

関市役所洞戸事務所　
- 岐阜県関市洞戸市場294-5　※ほらどキウイプラザ（2014年6月竣工）内

関市役所板取事務所
- 岐阜県関市板取1643-17 ※旧・板取村役場の建物

関市役所武芸川事務所
- 岐阜県関市武芸川町八幡1446-1 ※旧・武芸川町役場の建物

関市役所武儀事務所
- 岐阜県関市中之保5696-1 ※旧・武儀町役場の建物

関市役所上之保事務所
- 岐阜県関市上之保15019　※2018年（平成30年）1月に上之保老人福祉センター（1995年竣工）の一部を改装し移転

## 交通アクセス
- 長良川鉄道「関市役所前駅」下車、徒歩約10分。